# کرومنوسبوم
کرومنوسبوم (به آلمانی: Krummnußbaum) یک منطقهٔ مسکونی در اتریش است که در ناحیه ملک واقع شده‌است. کرومنوسبوم ۱٬۳۴۷ نفر جمعیت دارد.